# 대한민국 민사소송법 제405조
대한민국 민사소송법 제405조는 부대항소의 방식에 대한 민사소송법조문이다.

## 조문
제405조(부대항소의 방식) 부대항소에는 항소에 관한 규정을 적용한다.

## 같이 보기
- 항소